# Opération Oryx
L'opération Oryx est une opération militaire humanitaire française réalisée en Somalie en 1992 en soutien a la force de maintien de la paix des Nations unies sur place.
Le 3 décembre 1992, le conseil de sécurité des Nations unies vote la résolution 794, pour permettre de restaurer les conditions de sécurité nécessaires au déroulement des opérations d’aide humanitaire en Somalie. 
Le 5 décembre, la France déclenche l’opération « ORYX », concomitante de l’opération Restore Hope, menée par les États-Unis. La mission est de garder les dépôts de vivres et de surveiller leur distribution. Parallèlement, cet objectif est complété par la recherche et la destruction des dépôts d’armes et de munitions, la recherche du renseignement sur les bandes de pillards et par le déminage des axes de circulation. 
Un second volet consiste à rassurer et informer les populations et à les assister dans leur vie quotidienne, aider les notables et les fonctionnaires à reprendre leurs fonctions et leur rendre leur autorité dans ce qu’il reste de la structure administrative du pays. 
Cette opération mobilise entre 3 000 et 4 000 militaires français. Le détachement, aux ordres du général René Delhomme, outre 150 hommes de l’état-major, comprend environ deux bataillons d'infanterie motorisés, composés respectivement de 610 et 530 hommes, un détachement de l'aviation légère de l'armée de terre (DETALAT), composé de 250 hommes, de 10 AS 530B Puma et de 12 hélicoptères antichars Gazelle, un bataillon de soutien logistique, implanté à Hoddur et composé de 380 hommes, une base logistique aéroportuaire (BLAP), implantée sur l'aéroport de Mogadiscio et forte de 200 hommes, une compagnie du génie, une brigade prévôtale de la gendarmerie nationale, divisée en deux détachements prévôtaux.  
Le dispositif de surveillance maritime se compose :
- de la frégate Georges Leygues ;
- de la frégate anti sous-marine Dupleix ;
- de la frégate  de surveillance Floréal ;
- du bâtiment de commandement ravitailleur Var ;
- du bâtiment de transport léger La Grandière.

L’état-major des armées décide de puiser largement dans les forces françaises à Djibouti (FFDJ), pré positionnées, qui constituent plus de la moitié des effectifs français engagés dans l’opération.

## Les actions à terre
Le 5e RIAOM , régiment interarmes d'outre-mer, et la 13e DBLE stationnés à Djibouti sont directement impliqués dans cette opération puis dans celle qui va lui succéder, l’opération ONUSOM II. La 3e compagnie du 2e REP, présente à Djibouti est la première à intervenir. Elle fait partie du dispositif de 1er échelon qui investit la ville de Mogadiscio à partir du 9 décembre 1992. À partir du 25 décembre, quatre cents légionnaires de la 13e DBLE, formant le bataillon Bravo, commandé par le colonel Perez, débarquent à leur tour en Somalie (après le bataillon Alpha formé par le 5e régiment interarmes d'outre-mer). Le bataillon de la 13e DBLE est formé d’une unité de commandement et de soutien, de la 3e compagnie et d’une compagnie d’éclairage et d’appui formée pour l’occasion à partir de la compagnie d’appui et de travaux. Un renfort est assuré par le 3e régiment d'infanterie de marine stationné à Vannes, monté sur VAB. La 3e compagnie du 6e REG (aujourd'hui 1er REG) quitte Toulon le 24 décembre et débarque à Mogadiscio le 31 pour intégrer immédiatement le dispositif. Ses trois sections, spécialistes en déminage, sont réparties entre Wajid, Tayeeglon et Oddur. Elles détruisent plus de 3 000 mines et 60 tonnes de munitions. La situation s’étant stabilisée à Mogadiscio, le bataillon retrouve la compagnie parachutiste et s’engage plus au Nord, en direction d’Oddur avec pour mission de contrôler la zone, d’assurer la sécurité des convois d’aide humanitaire de participer à la sécurité des dépôts de vivre et des organisations humanitaires (ONG). 
La logistique est assurée par un bataillon de soutien et des unités de transit basées à Mogadiscio et à Djibouti, dont un élément de 24 appareils de l’ALAT et par 4 C-160 Transall qui assurent quotidiennement les rotations de ravitaillement. De décembre 1992 à avril 1993, les militaires français accomplissent de multiples missions : contrôles d’axes, patrouilles, opérations héliportées, récupération d’armement, destruction de munitions et d’explosifs divers, instruction dispensée aux forces auxiliaires de sécurité somaliennes, escortes de convois, soins à la population, recensement et remise en état des puits. 
L’opération ORYX permet à la vie de reprendre son cours en Somalie. Mais la présence du contingent de l’ONU doit se prolonger, jusqu’à la consolidation définitive de la situation.